# Alexander Heinrich Heyland
Alexander Heinrich Heyland (Iserlohn, 3 luglio 1869 – Bruxelles, 14 marzo 1943) è stato un ingegnere tedesco, ideatore del diagramma del macchina asincrona che da lui prende nome.

## Biografia
Alexander Heinrich nacque a Iserlohn il 3 luglio 1869, figlio di Marie Heyland Booze e di suo marito, il giudice reale e poi notaio Ferdinand Heyland, nativo di Gütersloh († 1881). La sorella Helene (1871-1916) sposò in seconde nozze il generale prussiano e poi il ministro Hermann von Budde, fratello del regista Otto Budde e del teologo Karl Budde.
Dal 1890 al 1894, Heyland studiò all'Università di Hannover col fisico e ingegnere elettrico tedesco Wilhelm Kohlrausch. Nel 1894, presentò pubblicamente il Circolo di Heyland, un diagramma utile nella descrizione delle correnti statoriche di un motore asincorono, che fu ampliato da Giovanni Ossanna.
Fu assunto all'ex compagnia elettrica AG vormals W. Lahmeyer & Co. di Francoforte sul Meno e poi alla Ganz di Budapest.  Nel 1896, fu convocato come assistente universitario del fisico tedesco Erasmus Kittler (1852-1929) all'Università tecnica di Darmstadt.
Nel 1897, prestò la propria consulenza ingegneristica consulente alla ditta Lahmeyer presso la quale sviluppò il motore monofase che fu nominato in suo onore. A partire dal 1898, collaborò con la compagnia elettrica Electricité et Hydraulique Cie. nella sede belga di Charleroi e in quella francese di Jeumont nelle quali iniziò a produrre motori a corrente alternata e di tipo trifase.